# Ralph Hungerford
 (octobre 2018).
Si vous disposez d'ouvrages ou d'articles de référence ou si vous connaissez des sites web de qualité traitant du thème abordé ici, merci de compléter l'article en donnant les références utiles à sa vérifiabilité et en les liant à la section « Notes et références ».
Ralph Hungerford, né le 21 avril 1896 à Windsor dans l'État de New York et mort le 22 février 1977 à Abington en Pennsylvanie, est un homme politique américain. Il est gouverneur des Samoa américaines de janvier à septembre 1945.